# Trite mustillina
Trite mustillina är en spindelart som först beskrevs av Powell 1873.  Trite mustillina ingår i släktet Trite och familjen hoppspindlar. Inga underarter finns listade i Catalogue of Life.